# George Wronkow
George Wronkow (geboren 17. Februar 1905 in Berlin; gestorben 15. Dezember 1989 in New York City) war ein deutsch-US-amerikanischer Journalist.

## Leben
Georg Wronkow war der jüngere Bruder des späteren Pressezeichners Ludwig Wronkow (1900–1982). Der Vater Hugo Wronkow (1869–1909) war Immobilienmakler und starb früh, die Mutter Berta Ephraim (1879–1929) musste alleine für die Söhne sorgen.
Wronkow machte 1922 das Abitur am Friedrich-Wilhelm-Gymnasium in Berlin. Ab 1925 arbeitete er als Journalist beim Mosse-Verlag, unter anderem bei der Berliner Volks-Zeitung, und wurde 1931 Kunstredakteur des Berliner Tageblatts und schrieb für den Weltspiegel.
Nach der Machtübergabe an die Nationalsozialisten wurde er im März 1933 bei Mosse entlassen und floh über Dänemark nach Frankreich, wo er bis 1936 als freier Mitarbeiter für das Pariser Tageblatt schrieb. 1936 heiratete er Gertrude Wincenty (geb. 11. Dezember 1901, gest. 1999) und arbeitete nun als Redakteur, Übersetzer und Sprecher beim deutschsprachigen Programm von Radio Strasbourg-PTT. Nach der deutschen Besetzung Frankreichs 1940 war er noch bis Anfang 1941 Hilfssoldat in der französischen Armee, bevor ihm im April 1941 die Flucht nach Spanien gelang. Im Juni 1941 kam er in New York an, wohin sein Bruder schon 1938 emigriert war.
In den Jahren 1942 und 1943 arbeitete Wronkow zunächst in der Vertriebsabteilung der französischsprachigen Emigrantenzeitschrift „Pour La Victoire“ in New York. Von 1943 bis 1947 war er Mitglied der Radio Writers Guild. 
Ab 1943 bis 1947 arbeitete er als Redakteur und Sprecher in der deutschsprachigen Abteilung von Columbia Broadcasting System (CBS) und nach dem Krieg wurde er UN- und USA-Korrespondent für deutschsprachige Zeitungen wie Die Tat, Kölner Stadt-Anzeiger, Westdeutsche Allgemeine Zeitung, Weser-Kurier, Stuttgarter Nachrichten und Rundfunkanstalten wie Südwestfunk und Deutsche Welle. Wronkow wurde 1949 US-Staatsbürger.
Wronkow war u. a. Mitglied des P.E.N.-Zentrums deutschsprachiger Autoren im Ausland, der UN Correspondent Association und der Foreign Press Association (seit 1952).
Am 23. Juli 1980, im Alter von 75 Jahren, erhielt Wronkow das Bundesverdienstkreuz. Er starb am 15. Dezember 1989 in New York, im Alter von fast 85 Jahren. Der Nachlass von George Wronkow gelangte 1989 durch die Vermittlung des Journalisten Will Schaber (1905–1996) an das Institut für Zeitungsforschung, Dortmund.
Beiträge von George Wronkow erscheinen auch unter der deutschen Schreibweise seines Namens, also unter Georg Wronkow, unter dem Mädchennamen seiner Frau, also unter Georg Wincenty, sowie unter Pseudonymen wie etwa Greko oder George Gaekow.

## Autobiografie
- Kleiner Mann in großen Zeiten: Reportagen eines Lebens. Bearbeitung Karen Peter. Mit Beiträgen von Siegfried Maruhn und Irmtraud Ubbens. München : Saur, 2008 ISBN 978-3-598-21328-1.